# Видраницька сільська рада
Видраницька сільська рада — колишня адміністративно-територіальна одиниця та орган місцевого самоврядування у Ратнівському районі Волинської області з адміністративним центром у с. Видраниця.
Припинила існування 15 травня 2017 року в зв'язку з об'єднанням до складу Забродівської сільської громади Волинської області.

## Загальні відомості
Історична дата утворення: в 1947 році.

## Населені пункти
Сільській раді підпорядковувались населені пункти:
- с. Видраниця
- с. Задолина
- с. Заіванове

## Склад ради
Рада складалась з 16 депутатів та голови.

### Керівний склад ради
| ПІБ                    | Основні відомості                                                                          | Дата обрання | Дата звільнення |
| ---------------------- | ------------------------------------------------------------------------------------------ | ------------ | --------------- |
| Лахтюк Василь Адамович | Сільський голова, 1969 року народження, освіта                                             | 26.03.2006   | 31.10.2010      |
| Лахтюк Василь Адамович | Сільський голова, 1969 року народження, освіта вища, член політичної партії «Наша Україна» | 31.10.2010   |                 |

Примітка: таблиця складена за даними джерела

## Населення
Згідно з переписом УРСР 1989 року чисельність наявного населення сільської ради становила 1595 осіб, з яких 787 чоловіків та 808 жінок.
За переписом населення України 2001 року в сільській раді мешкало 1676 осіб.

### Мова
Розподіл населення за рідною мовою за даними перепису 2001 року:
| Мова       | Відсоток |
| ---------- | -------- |
| українська | 99,58 %  |
| російська  | 0,36 %   |
| білоруська | 0,06 %   |